# Faune endémique des Mascareignes
 (mai 2012).
Si vous disposez d'ouvrages ou d'articles de référence ou si vous connaissez des sites web de qualité traitant du thème abordé ici, merci de compléter l'article en donnant les références utiles à sa vérifiabilité et en les liant à la section « Notes et références ».
La faune endémique des Mascareignes regroupe les espèces animales endémiques de l'archipel de l'océan Indien que l'on appelle les Mascareignes et dont les noms scientifiques sont ici classés selon l'ordre alphabétique.
Attention, la liste n'inclut pas les espèces qui sont endémiques à une seule des trois îles principales ou aux îlots qui n'entourent que l'une d'entre elles :
- Une liste des espèces animales endémiques de la Réunion est consacrée à La Réunion.
- Une liste des espèces animales endémiques de l'île Maurice est consacrée à l'île Maurice.
- Une liste des espèces animales endémiques de Rodrigues est consacrée à Rodrigues.

La liste qui suit regroupe donc les espèces endémiques de l'archipel présentes dans au moins deux des trois îles principales. Elle n'est pas exhaustive et demande à être complétée.
| Classe      | Nom scientifique        | Nom vernaculaire                          | Statut UICN  |
| ----------- | ----------------------- | ----------------------------------------- | ------------ |
| Oiseau      | Anas theodori           | Canard de Maurice[réf. nécessaire]        | Éteint       |
| Oiseau      | Aerodramus francicus    | Salangane des Mascareignes                | Quasi menacé |
| Oiseau      | Fulica newtoni          | Foulque des Mascareignes[réf. nécessaire] | Éteint       |
| Gastéropode | Dupontia proletaria     |                                           | Éteint       |
| Gastéropode | Harmogenanina linophora |                                           | Éteint       |
| Insecte     | Euploea euphon          |                                           | Vulnérable   |
| Reptile     | Phelsuma ornata         | Gecko diurne orné de l'île Maurice        |              |
| Mammifère   | Pteropus subniger       | Roussette rougette                        | Éteint       |